# Cerkiew Opieki Matki Bożej w Ufie
Cerkiew Opieki Matki Bożej – prawosławna cerkiew parafialna w Ufie. Należy do dekanatu ufimskiego eparchii ufijskiej Rosyjskiego Kościoła Prawosławnego.
Świątynia znajduje się przy ulicy Mingażewa.

## Historia
Obecnie istniejąca murowana świątynia (ufundowana przez ufimskiego kupca D. S. Żulbina) powstała w miejscu dwóch poprzednich cerkwi – Opieki Matki Bożej i św. Mikołaja. Konsekracja obiektu miała miejsce w 1823. Cerkiew zamknięto w 1941, ponownie otwarto w 1957.